# Södra Dalarnas Sparbank

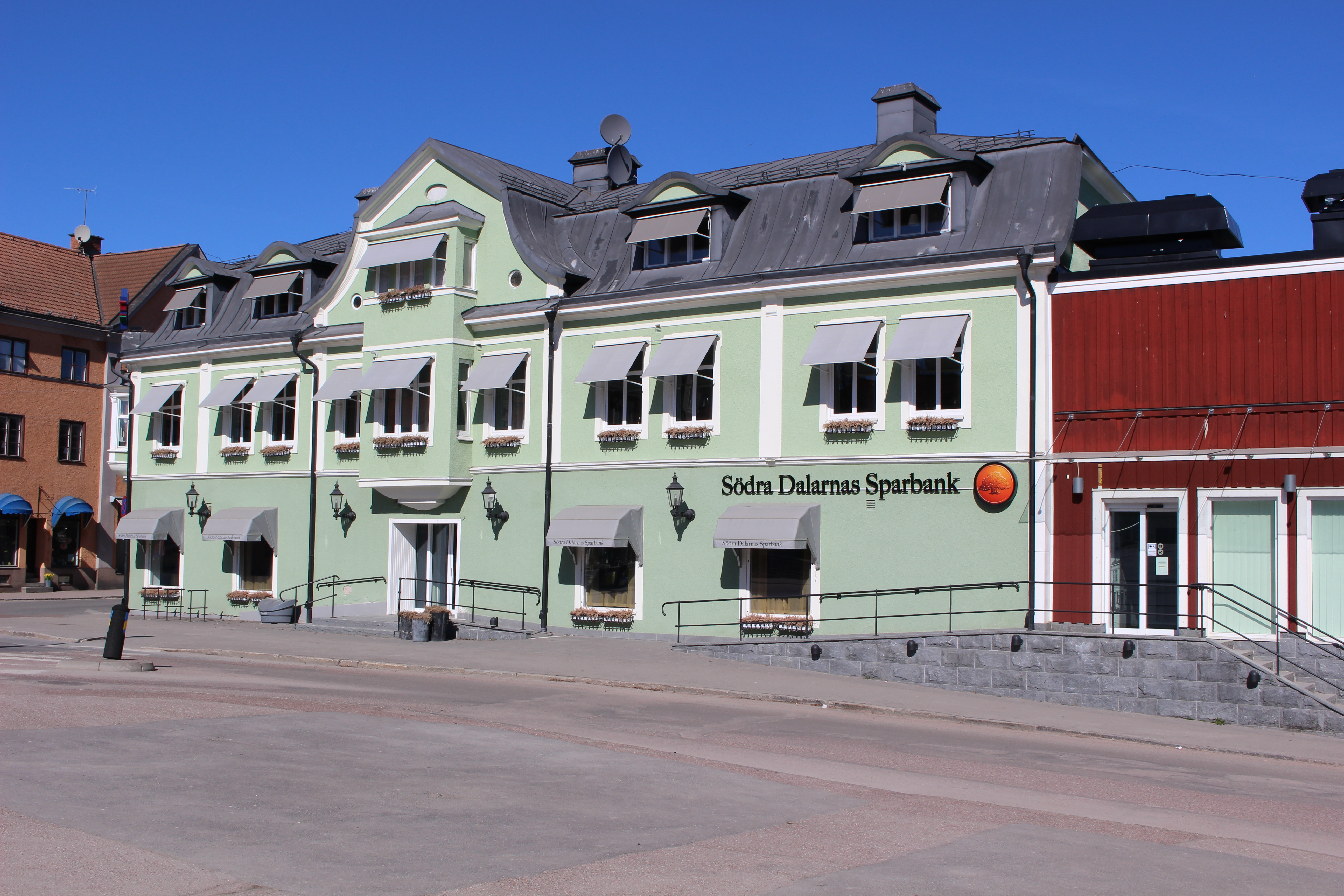
Kontor i Järnhandelns hus i Hedemora.

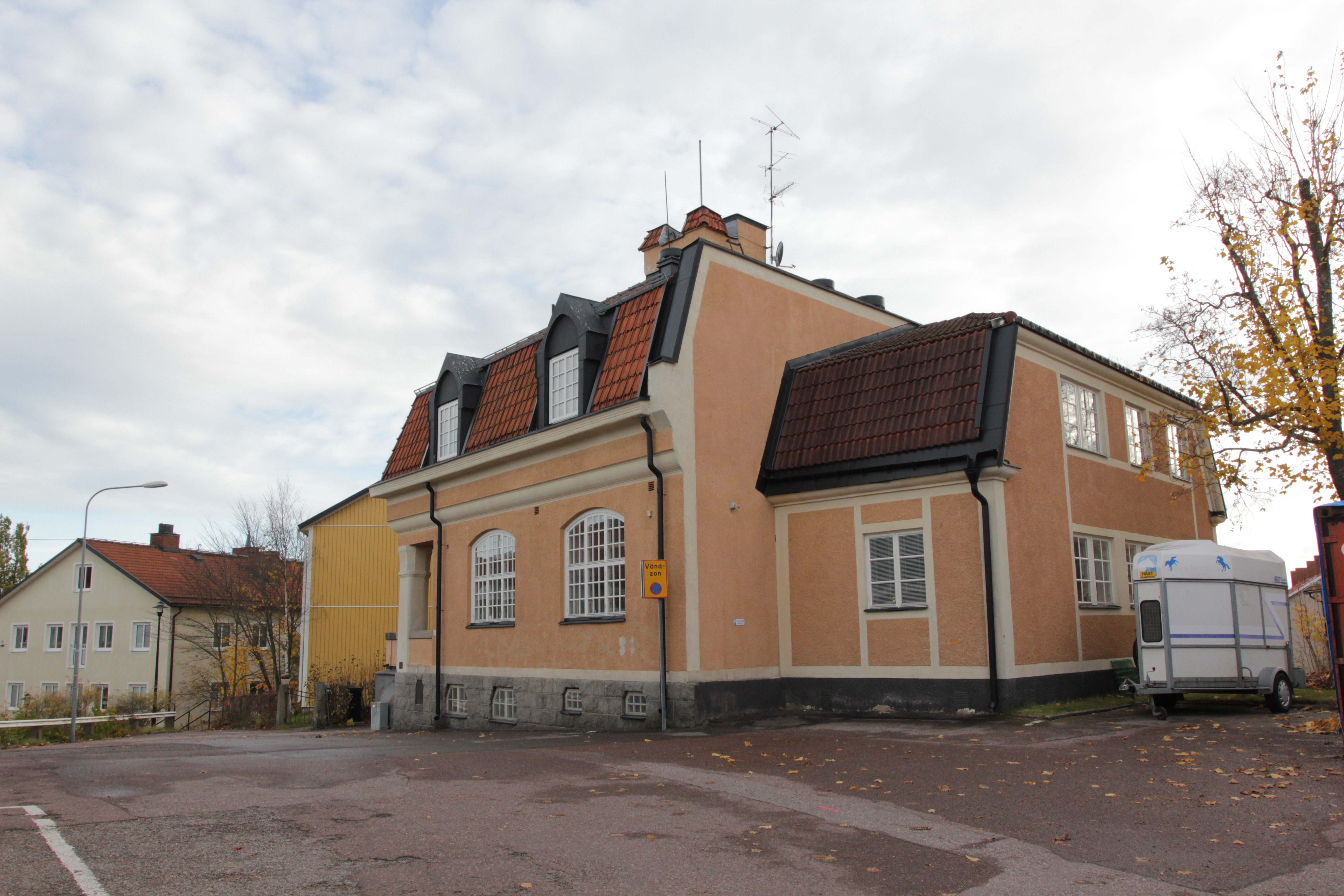
Gamla sparbankshuset i Hedemora, använt fram till 1953.

Södra Dalarnas Sparbank, tidigare Sparbanken HHS (Hedemora socken (samt Garpenbergs socken), Husby socken och Stora Skedvi socken), var namnet på ett bankaktiebolag med verksamhet i Avesta, Hedemora och Säters kommun. Banken hade sitt huvudkontor i Hedemora och ett avdelningskontor i Säter. I början av 2024 slogs Södra Dalarnas Sparbank ihop med Bergslagens Sparbank och bildade Sparbanken Bergslagen.
Södra Dalarnas Sparbank drevs som en sparbank fram till 2019 då den omvandlades till ett aktiebolag som var helägt av Sparbanksstiftelsen Södra Dalarna fram tills fusionen.

## Historik
Banken äldsta föregångare grundades av Pastor Bärsell i Dala-Husby 15 januari 1837 under namnet Husby Sockens Sparbank. Den första insättningen gjordes av drängen Daniels Gustaf Persson.
Hedemora sparbank och Stora Skedvi sparbank grundades båda 1863.
År 1970 slogs de tre sparbankerna ihop och bildade Sparbanken HHS.
Den 24 februari 2003 ändrades namnet till Södra Dalarnas Sparbank. Den 5 december 2003 lades kontoren i Dala-Husby och Vikmanshyttan ned.
I december 2017 lades kontoren i Långshyttan och Stora Skedvi ned samtidigt som ett nytt öppnade i Säter.
År 2019 omvandlades sparbanken till ett aktiebolag, helägt av Sparbanksstiftelsen Södra Dalarna.

## Fotnoter
1. ↑  ”Starkare bank när Södra Dalarnas Sparbank och Bergslagens Sparbank går ihop”. sparbankerna.se. 20 februari 2024. https://sparbankerna.se/press/nyheter-och-opinion/publika-nyheter/2024-02-20-starkare-bank-nar-sodra-dalarnas-sparbank-och-bergslagens-sparbank-gar-ihop.html. Läst 11 juli 2025.
2. ↑  ”Sparbanken Bergslagens historia”. sparbankenbergslagen.se. https://www.sparbankenbergslagen.se/om-oss/historia.html. Läst 11 juli 2025.
3. ↑  ”Södra Dalarnas Sparbank – Historia”. Arkiverad från originalet den 25 maj 2012. https://archive.is/20120525194130/http://www.sodradalarnassparbank.se/om-sparbanken/historia/index.htm. Läst 27 september 2009.
4. ↑  https://wwwnaringslivshi.cdn.triggerfish.cloud/uploads/2018/12/nummer-4-2012.pdf
5. ↑  Sparbankerna 1970, Statistiska centralbyrån, 1971
6. ↑  Sparbanken HHS byter namn till Södra Dalarnas Sparbank, Sparbanken HHS
7. ↑  Bankkontor läggs ner Arkiverad 17 september 2020 hämtat från the Wayback Machine., DT.se, 27 augusti 2003
8. ↑  Nytt bankkontor öppnar i Säter – två andra stängs, Dala-Demokraten, 12 augusti 2017
9. ↑  Debatt: Konsekvenserna av nedläggandet av lokala bankkontor är förödande, Dala-Demokraten, 17 oktober 2017
10. ↑  Årsöversikt 2017, Södra Dalarnas Sparbank
11. ↑  ”Sparbanker måste räddas från storbankens planer”, Svenska Dagbladet, 29 december 2018
12. ↑  Krönika Ronny Svensson: Hemlig omgörning av bank, Dala-Demokraten, 21 november 2018